# 逆水
逆水（さかみず）は、水揚げの方法の一つ。

## 水揚げの技法としての逆水
生け花や、生花を扱う業種で、切花が長持ちするようにする処理方法の一つ。葉の大きな植物に向く。
花を逆さに持ち、葉の裏に水をたっぷりとかける。夏などの酷暑期に、葉や花が萎れてしまった時には、水が葉から蒸発する量を一時的に減らしてやるため、逆水をする。